# Skalice nad Svitavou
Skalice nad Svitavou (in tedesco Skalitz an der Zwittawa) è un comune della Repubblica Ceca facente parte del distretto di Blansko, in Moravia Meridionale.